# Station Krzywin Gryfiński
Station Krzywin Gryfiński is een spoorwegstation in de Poolse plaats Krzywin.